# Denis Irwin
Ne doit pas être confondu avec Dennis Irwin.
Pour les articles homonymes, voir Irwin.
Denis Joseph Irwin est un footballeur irlandais né le 31 octobre 1965 à Cork. Il évoluait au poste de défenseur latéral.

## Carrière
- 1983-1986 : Leeds United  Angleterre
- 1986-1990 : Oldham Athletic  Angleterre
- 1990-2002 : Manchester United  Angleterre
- 2002-2004 : Wolverhampton Wanderers  Angleterre[1]

## Palmarès

### En club
- Vainqueur de la Coupe Intercontinentale en 1999 avec Manchester United
- Vainqueur de la Supercoupe d'Europe en 1991 avec Manchester United
- Vainqueur de la Ligue des Champions en 1999 avec Manchester United
- Vainqueur de la Coupe d'Europe des Vainqueurs de Coupe en 1991 avec Manchester United
- Champion d'Angleterre en 1993, en 1994, 1996, en 1997, en 1999, en 2000 et en 2001 avec Manchester United
- Vainqueur de la Coupe d'Angleterre (FA Cup) en 1994, en 1996 et en 1999 avec Manchester United
- Vainqueur de la League Cup en 1992 avec Manchester United
- Vainqueur du Charity Shield en 1990, en 1993, en 1994, en 1996 et en 1997 avec Manchester United
- Vice-champion d'Angleterre en 1992, en 1995 et en 1998 avec Manchester United
- Finaliste de la Coupe d'Angleterre en 1995 avec Manchester United
- Finaliste de la League Cup en 1990 avec Oldham Athletic, en 1991 et en 1994 avec Manchester United

### EnÉquipe d'Irlande
- 56 sélections et 4 buts entre 1990 et 1999
- Participation à la Coupe du Monde en 1994 (1/8 de finaliste)

### Distinctions individuelles
- Nommé dans l'équipe-type de la Premier League de la décennie 1992-2002 en 2003
- Membre du Hall of Fame anglais en 2016
- Membre de l'équipe-type PFA de l'année de Premier League en 1994 et en 1999
- Membre de l'équipe-type PFA de l'année de Championship en 1989 et en 2003
- Membre de l'équipe du siècle PFA (1997-2007) en 2007

## Sources
- (en) Stephen McGarrigle, The Complete who's who of Irish international football : 1945-1996, Edimbourg, Mainstream Publishing, octobre 1996, 237 p. (ISBN 1-85158-894-9), p. 99-100